# Étude de la pression et de la tension des écritures manuscrites
L'étude de la pression et de la tension des écritures manuscrites  est une technique d'identification s'appuyant sur l'analyse des sillons créés sur le support papier. La profondeur et la largeur des sillons sont liées à la pression exercée sur la feuille, ainsi qu'à la tension du trait, qui sont des caractéristiques de l'identité d'une main.

## Mesure des sillons
La mesure des sillons sur la surface d'une feuille de papier peut être réalisée l'aide d'un profilomètre, qui permet une appréciation quantitative précise de l'appui de la main et de la pression digitale.
La rugosimétrie de surface en 2D permet une mesure très précise de la profondeur et de la largeur d'un sillon encré qui s'avère un élément graphique déterminant dans la vérification des écritures contestées en justice pour mettre graphiquement hors de cause ou désigner sans réserve une personne soupçonnée. En graphologie, la pression est un élément concret du graphisme (W. HEGAR) alors qu'en graphométrie, la pression est en relation étroite avec la coulée graphique (J. Salce, M.T. Prenat).

## Pression du trait
La pression du trait traduit la force graphique du scripteur (appui de la main et pression digitale). En effet, les anglo-saxons et les allemands distinguent deux types de pression :
- la pression de pointe (point pressure), c’est-à-dire la pression exercée par la pointe de l'instrument sur la feuille, c’est-à-dire l'appui de la main

- la pression d'agrippement ou pression de saisie (grip pressure), c'est-à-dire la pression exercée sur l'instrument par les doigts du scripteur, c'est-à-dire la pression digitale.

La pression est une caractéristique intéressante pour la recherche d'une identité de main. Elle est très significative pour la grande majorité des scipteurs car son contrôle est difficile, voire impossible. C'est d'ailleurs avec la vitesse d'exécution (rythme), l'élément pris en compte par les spécialistes de la biométrie pour la reconnaissance dynamique d'une signature.
Les premiers travaux sur l'enregistrement de la pression de main remontent à 1921. À cette époque, Malespine avait mis au point un appareil qui permettait d'obtenir une courbe traduisant la cinématique de pression : le graphogramme.
Lorsque la pression n'est pas enregistrée directement, l'analyse des sillons permet d'obtenir des informations sur la pression de pointe : la pression est liée à la profondeur du sillon, tandis que la vitesse (rythme d'écriture) est généralement liée à la largeur du sillon.

## Tension du trait et son évaluation
Le degré de tension d'un trait dépend à la fois du matériel, et de la main qui écrit.
D'un point de vue matériel, le degré de tension est en rapport direct avec le coefficient de frottement entre la pointe et le papier, et avec le degré de pression (R. Saudek).
Le coefficient de frottement par glissement dépend de plusieurs facteurs : en grande partie, de la profondeur du sillon due à l'appui ainsi que de l'état de surface du support (lissé bekk). En effet, plus les surfaces de contact sont lisses, plus le frottement est faible.
Par ailleurs, la tension du trait est plus élevée dans la formation des pleins, c’est-à-dire des tracés écrits dans la direction du scripteur (sens de contraction), que dans la formation des tracés exécutés dans le sens inverse (sens de relâchement).
La classification des écritures d'après R. Saudek est :
1. les écritures à tension normale, équilibrée comme celle de la calligraphie ;
2. les écritures hypertendues (sujets nerveux ou surmenés physiquement ou intellectuellement) ;
3. les écritures hypotendues (sujets lymphatiques ou fatigués) ;
4. les écritures mixtes, tour à tour équilibrées, hyper ou hypotendues (sujets anxieux ou angoissés).

Ces différences de degrés de tension peuvent donc être évaluées précisément car elles sont en relation directe avec la profondeur du sillon. Une profondeur d'environ 80 microns correspond à une écriture hypertendue et une profondeur d'environ 25 micromètres correspond à une écriture hypotendue avec les intermédiaires : écriture normale ou de type mixte.

## Photocopies
L'emploi de photocopies lors d'expertises en écritures ne permet pas d'avoir recours aux informations apportées par une étude de la pression et de la tension des écritures manuscrites.